# Schmiede (Spechte)

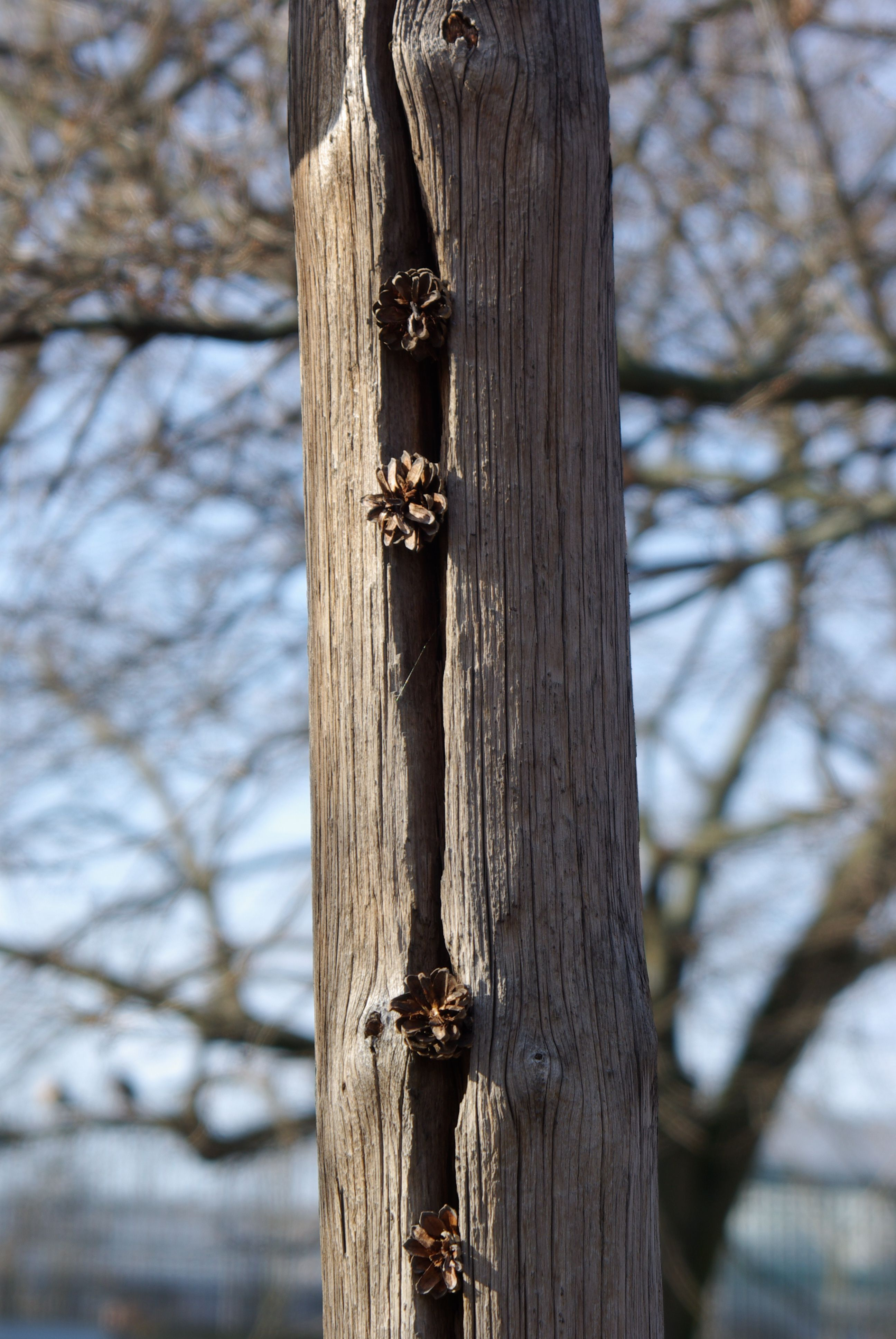
Spechtschmiede im Berliner Zoo

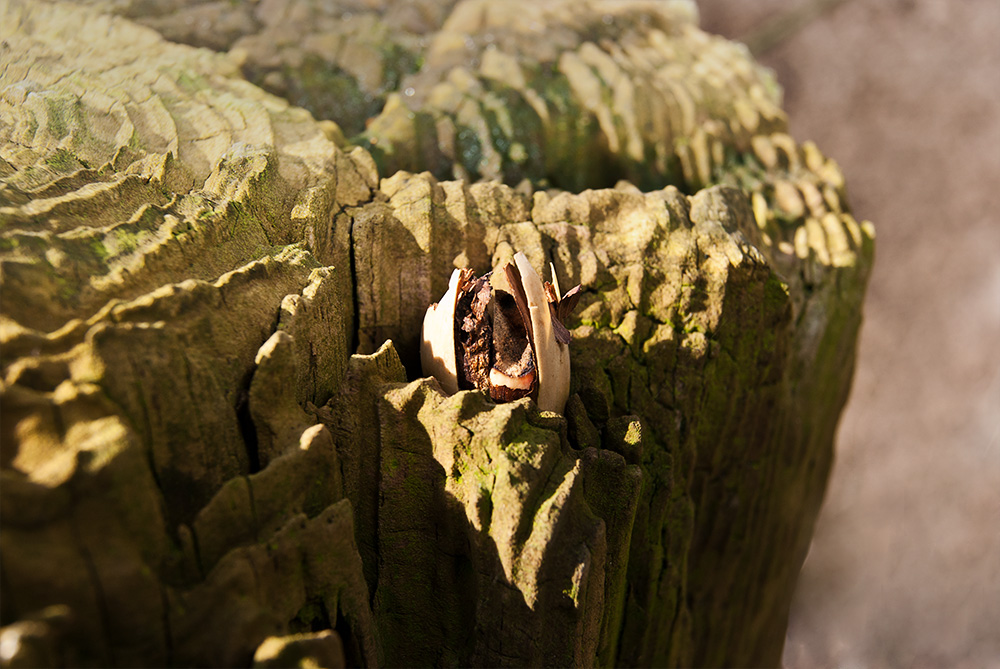
In einer Schmiede geöffnete Eichel

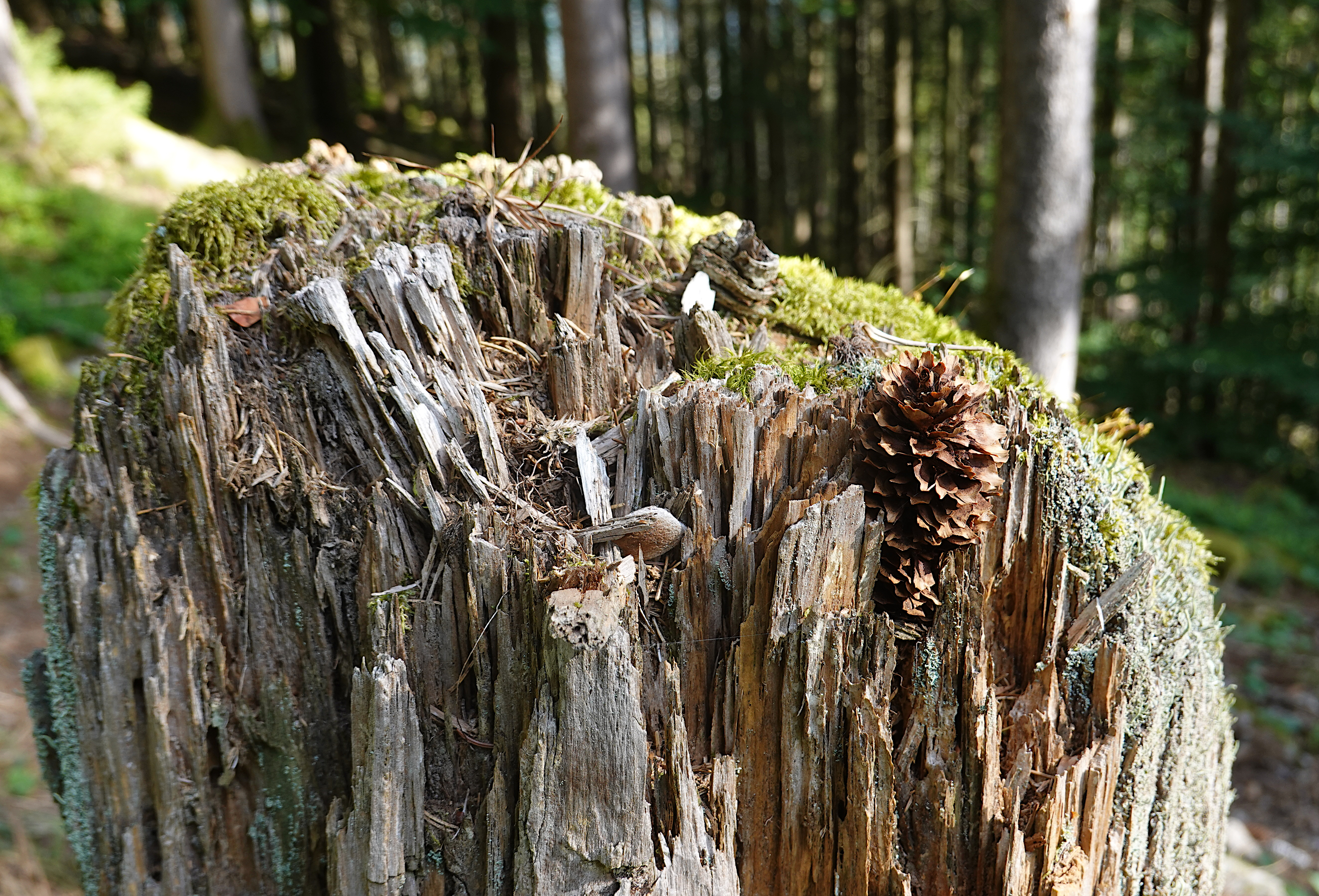
Spechtschmiede im Schwarzwald, Deutschland

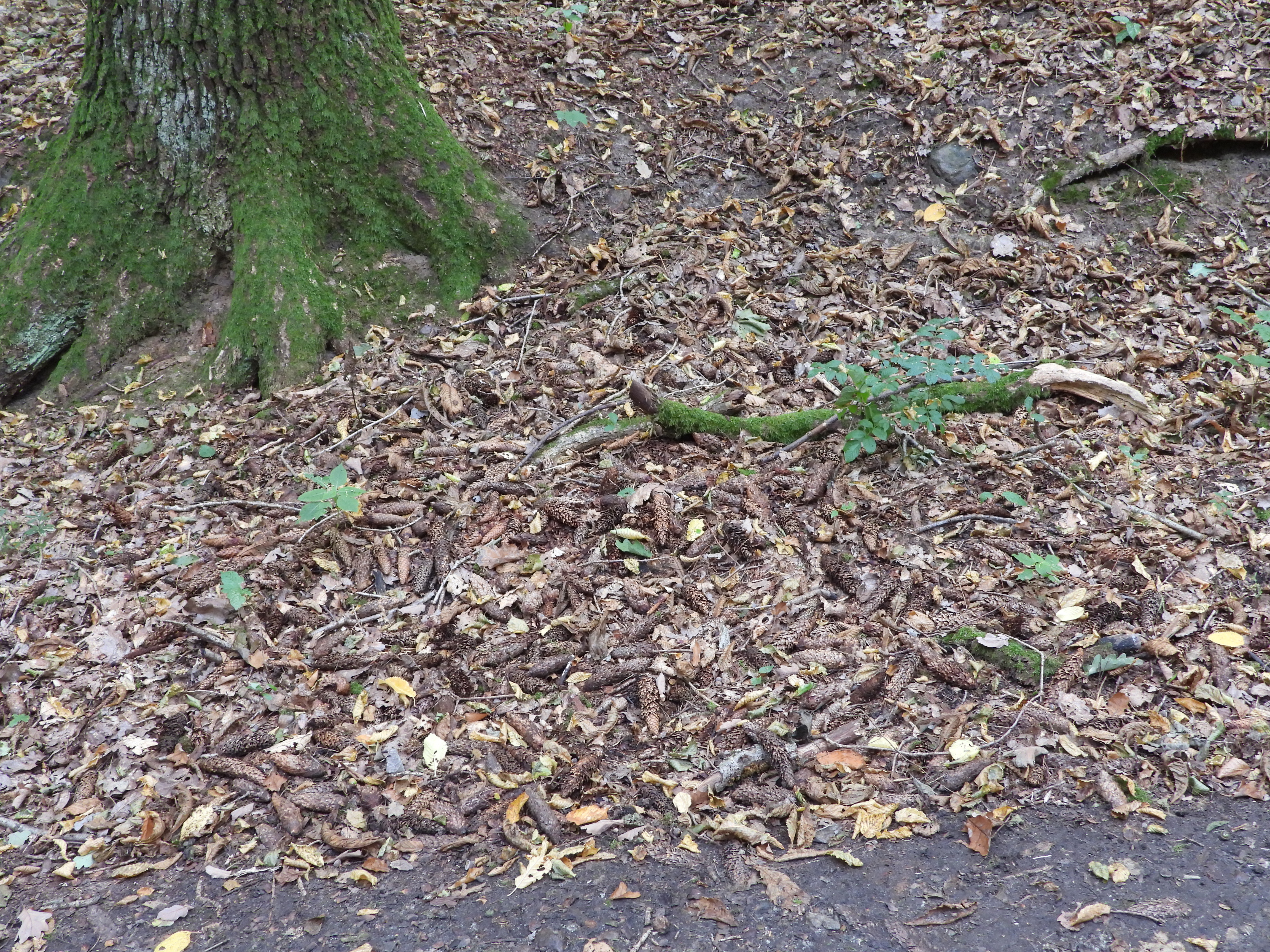
Abfälle einer Spechtschmiede im Buchenwald Grumsin

Unter Schmiede (englisch anvil, wörtlich ‚Amboss‘) versteht man in der Vogelkunde eine natürliche oder künstlich adaptierte Stelle in Bäumen oder auch Gemäuern und Felsen, in denen verschiedene Vogelarten hartschalige Nahrungsobjekte wie Nüsse oder Käfer einklemmen, um sie dort bearbeiten und für den Verzehr vorbereiten zu können. Da vornehmlich Spechte diese Methoden entwickeln, spricht man auch von Spechtschmieden.
Die einfachste Form der Schmieden sind die Gelegenheitsschmieden, die neben Spechten bei einer Reihe von Vogelarten, wie Singdrossel (Turdus philomelos), Kleiber (Sitta europaea) und einigen Meisenarten (Parus sp.) Verwendung finden. Dabei handelt es sich um die nächstbeste harte Oberflächenstruktur oder Borkenritze, die eine Bearbeitung der eben gefundenen Nahrung ermöglicht. Solche Gelegenheitsschmieden werden meist nur einmal verwendet. Die nächste Entwicklungsstufe stellen Vorschmieden dar, das sind zum Beispiel besonders günstige Steinplatten, auf denen etwa Schnecken oder Nüsse behämmert werden können, oder Borken und Mauerrisse, in die Nahrungsobjekte eingeklemmt werden. Solche Vorschmieden werden gezielt mit einem passenden Nahrungsobjekt angeflogen, bei besonders frequentierten Schmieden können sich große Mengen von Nahrungsresten ansammeln. Die am höchsten entwickelte Form des Schmiedengebrauchs ist die Echte Schmiede. Solche Schmieden anzulegen, wird nur von wenigen Vögeln beherrscht, unter ihnen vom Großen Buntspecht (Dendrocopos major). Sie kommt einem echten Werkzeuggebrauch sehr nahe. Dabei werden natürliche Risse oder Nischen in Bäumen so bearbeitet, dass sie genau für ein bestimmtes Nahrungsobjekt passen. Vor allem im Winter, wenn bestimmte Koniferensamen für den Buntspecht die Hauptnahrung darstellen, werden solche Schmieden angelegt.